# 1475 en Angleterre
Chronologie de l'Angleterre
- 1471
- 1472
- 1473
- 1474
- 1475
- 1476
- 1477
- 1478
- 1479

Cette page concerne l'année 1475 du calendrier julien.

## Naissances en 1475
- 25 février : Édouard Plantagenêt, 17e comte de Warwick
- 2 novembre : Anne d'York, princesse royale
- 28 novembre : Anne Shelton, courtisane
- Date inconnue :
  - Guillaume de Courtenay, 1er comte de Devon
  - William Knight, évêque de Bath et Wells
  - John Lloyd, musicien
  - John Rastell, imprimeur et auteur
  - Lancelot Salkeld, doyen de Carlisle
  - John Stokesley, évêque de Londres
  - Reginald West, 9e baron de la Warr (en) et 6e baron West (en)

## Décès en 1475
- 20 février : George Ashby, poète
- 20 mai : Alice Chaucer, duchesse de Suffolk
- 3 septembre : John Gage, propriétaire terrien
- 29 septembre : Edmund Sheriffe, universitaire
- 6 octobre : William Laken, juge
- 12 octobre : Edward Blount, 2e baron Mountjoy (en)
- Date inconnue :
  - John Beauchamp, 1er baron Beauchamp de Powick (en)
  - Henri Holland, 3e duc d'Exeter
  - Philip Mede, marchand
  - John Parr, chevalier
  - Katherine Percy, comtesse de Kent
  - Richard Restwold, politicien
  - Thomas Scrope, 5e baron Scrope de Masham (en)
  - Joan Welles, 9e baronne Willoughby d'Eresby